# John Gayle
John Gayle (Bromsgrove, Inglaterra, 30 de julho de 1964) é um ex-futebolista inglês. Jogou em diversos clubes, entre eles o Stoke City, Birmingham City, Burnley, Wimbledon e Coventry City. Atualmente trabalha como treinador.

## Títulos
Birmingham City
- Johnstone Paint Trophy: 1 (1991)

## Links
- Perfil de John Gayle - Soccerbase (em inglês)